# Ine Marie Eriksen Søreide
Ine Marie Eriksen Søreide, född 2 maj 1976 i Lørenskog, är en norsk politiker inom Høyre.
Eriksen Søreide har en juristexamen från Universitetet i Tromsø 2007.
Ine Marie Eriksen Søreide har varit ledamot i Stortinget sedan 2005. Mellan åren 2013 och 2017 var hon Norges försvarsminister och mellan åren 2017 och 2021 Norges utrikesminister i Regeringen Solberg. Den 20 oktober 2017 blev hon Norges första kvinnliga utrikesminister.